# Sinbad: Legenden om de sju haven
Sinbad: Legenden om de sju haven (engelska: Sinbad: Legend of the Seven Seas) är en amerikansk långfilm från 2003 i regi av Patrick Gilmore och Tim Johnson, med rösterna av bland andra Brad Pitt, Catherine Zeta-Jones, Michelle Pfeiffer och Joseph Fiennes. Filmen är producerad av Dreamworks Animation och baserad på berättelserna om Sinbad Sjöfararen.

## Handling
Eris, den ondskefulla gudinnan av osämja och kaos, har stulit världens dyrbaraste och mest mytomspunna skatt, Fredens bok.
Äventyraren och tjuven Sinbad är fängslad och dömd till döden för att ha stulit boken, och nu är alternativen få. För att Sinbad skall försöka ta tillbaka boken för att bevisa att han inte har stulit den, tar hans bäste vän, prins Proteus, hans plats. Om Sinbad inte finner och tar tillbaka boken, kommer Proteus att dö. Sinbad och besättningen hissar därför segel och sätter kurs mot tidernas största utmaning.
Men allt går inte riktigt enligt planerna. Proteus’ sköna fästmö Marina har gömt sig i skeppet, eftersom hon inte litar på att Sinbad kommer att lyckas med sitt uppdrag.

## Medverkande (i urval)
Engelska röster
- Brad Pitt            –  Sinbad, sailor.
- Catherine Zeta-Jones –  Marina, a princess and Thracian ambassador to Syracuse.
- Michelle Pfeiffer    –  Eris, a beautiful and manipulative goddess of discord and chaos.
- Joseph Fiennes       –  Prince Proteus of Syracuse, Sinbad's noble childhood-friend and Marina's fiancé.
- Dennis Haysbert      –  Kale, Sinbad's first mate.
- Adriano Giannini     –  "Rat", an Italian lookout of Sinbad's crew.
- Timothy West         –  King Dymas of Syracuse, Proteus’ father.
- Jim Cummings         –  Luca, an elderly member of Sinbad's crew.
- Conrad Vernon        –  Jed, a comically heavily-armed member of Sinbad's crew.

Svenska röster
- Jakob Stadell        –  Sinbad, sjöfarare.
- Alexandra Rapaport   –  Marina, en prinsessa och thrakisk ambassadör till Syrakusa.
- Annica Smedius       –  Eris, en vacker och manipulativ gudinna av osämja och kaos.
- Kristian Ståhlgren   –  Prins Proteus av Syrakusa, Sinbads ädle barndomsvän och Marinas fästman.
- Adam Fietz           –  Kale, Sinbads förste styrman.
- Rafael Edholm        –  "Råttan", en italiensk spejare för Sinbads besättning.
- Lars Amble           –  Kung Dymas av Syrakusa, Proteus’ fader.
- Hans Wahlgren        –  Luca, en äldre medlem av Sinbads besättning.
- Dick Eriksson        –  Jed, en komiskt tungbeväpnad medlem av Sinbads besättning.